# Adiantum villosissimum
Adiantum villosissimum är en kantbräkenväxtart som beskrevs av Georg Heinrich Mettenius och Oskar Kuhn. Adiantum villosissimum ingår i släktet Adiantum och familjen Pteridaceae. Inga underarter finns listade.